# Maia García
Maia García Vergniory (Guecho, 1978) es una física computacional española. Es líder de grupo en el Instituto Max Planck de Física Química de Sólidos. Su trabajo en química cuántica topológica investiga las fases de los materiales topológicos. Fue elegida miembro de la Sociedad Estadounidense de Física en 2022.

## Trayectoria
Realizó una investigación doctoral en la Universidad del País Vasco que se centró en los efectos del problema de los muchos cuerpos en las interacciones entre los estados electrónicos excitados y los iones móviles en las superficies. Comenzó a trabajar en materiales topológicos en 2012. Es investigadora en la fundación vasca para la ciencia Ikerbasque y en el centro de investigación Donostia International Physics Center, donde estudianuevos materiales y estrategias computacionales para realizar nuevos sistemas de materia condensada.
Su trabajo se centra en el diseño de materiales topológicos con propiedades funcionales mejoradas. Estos materiales tienen una característica especial: aunque en su interior se comportan como aislantes, su superficie es conductora, permitiendo el flujo de corriente de manera robusta y estable, sin depender del tamaño del material. Para identificar materiales con estas propiedades, García analizó la base de datos de estructuras cristalinas inorgánicas. Mediante simulaciones por computadora, logró clasificar distintos materiales según su comportamiento topológico. Su investigación combinó cálculos teóricos avanzados con información de científicos de materiales para determinar qué compuestos eran adecuados.
Gracias a su trabajo, se logró sintetizar y estudiar experimentalmente el aislante topológico de alto orden Bi₄Br₄. Además, descubrió que conociendo la simetría cristalina de un material, era posible predecir cómo se comportaría su carga eléctrica. Actualmente, también estudia materiales orgánicos y cree que los cristales topológicos con estructuras quirales podrían dar lugar a fenómenos físicos exóticos.

## Reconocimientos
Maia García Vergniory ha sido reconocida internacionalmente por su labor en la investigación de materiales topológicos. En 2017, recibió el Premio L'Oréal-UNESCO a Mujeres en Ciencia por su destacada contribución al campo de la física. Posteriormente, en 2022, fue elegida miembro de la Sociedad Estadounidense de Física, un reconocimiento a su trayectoria y aportes en el estudio de nuevos materiales.

## Publicaciones (selección)
- 2016 – Barry Bradlyn; Jennifer Cano; Zhijun Wang; M G Vergniory; C Felser; R J Cava; B Andrei Bernevig. "Beyond Dirac and Weyl fermions: Unconventional quasiparticles in conventional crystals". Science. 353 (6299). ISSN 0036-8075.[18]
- 2017 – Barry Bradlyn; Luis Elcoro; Jennifer Cano; M G Vergniory; Zhijun Wang; Claudia Felser; Mois Ilia Aroyo; B Andrei Bernevig. "Topological quantum chemistry". Nature. 547 (7663): 298–305. ISSN 1476-4687.[19]
- 20187 – Frank Schindler; Ashley M Cook; Maia G Vergniory; Zhijun Wang; Stuart Parkin; Andrei Bernevig; Titus Neupert. "Higher-order topological insulators". Science Advances. 4 (6). ISSN 2375-2548.[20]